# Algemene gaswet

Isothermen van een ideaal gas. De gebogen lijnen geven de relatie weer tussen druk (op de verticale as) en volume (op de horizontale as) bij verschillende temperaturen: hoe verder van de oorsprong, hoe hoger de temperaturen.

De algemene gaswet, ook wel idealegaswet, wet van Boyle en Gay-Lussac of universele gaswet genoemd, beschrijft het gedrag van ideale gassen onder invloed van druk, volume, temperatuur en aantal deeltjes. Voor veel bekende gassen geeft deze wet een goede benadering van hun natuurkundig gedrag, hoewel er ook enkele beperkingen bestaan. De wet werd geformuleerd door Benoît Paul Émile Clapeyron in 1834 door een combinatie van empirische inzichten, namelijk de wet van Boyle, de wet van Charles, de wet van Avogadro en de wet van Gay-Lussac. De algemene gaswet wordt vaak als volgt genoteerd.
{\displaystyle p\cdot V=n\cdot R\cdot T}
Hierin staan {\displaystyle p}, {\displaystyle T} en {\displaystyle V} respectievelijk voor de druk, absolute temperatuur en volume; {\displaystyle n} voor de hoeveelheid gas in mol en {\displaystyle R} voor de gasconstante. De wet kan ook worden afgeleid uit de microscopische kinetische gastheorie. Dit werd ontdekt door thermodynamicus Rudolf Clausius in 1857.

## Ideaal gas
Een ideaal gas is een hypothetisch gas, dat voldoet aan de algemene gaswet.
Een ideaal gas heeft de volgende kenmerken:
- Het eigen volume van de moleculen is verwaarloosbaar ten opzichte van de ruimte tussen de moleculen. Anders gezegd, de deeltjesdichtheid (= aantal deeltjes per kubieke meter) moet klein zijn.
- De onderlinge aantrekkingskrachten tussen de moleculen zijn verwaarloosbaar bij de gewenste meetnauwkeurigheid. De potentiële energie is dus ook verwaarloosbaar.
- Moleculen botsen volkomen elastisch, dat wil zeggen zonder netto verlies van kinetische energie. Energie-overdracht van het ene op het andere molecuul is wel mogelijk.
- Het blijft steeds in zijn gastoestand, ook al verandert de temperatuur of de druk.

## Gaswet bij constante temperatuur
De algemene gaswet bij constante temperatuur wordt de wet van Boyle genoemd (of ook wet van Boyle-Mariotte). Deze wet beschrijft het gedrag van ideale gassen bij constante temperatuur:
{\displaystyle p\,V={\textrm {constant}}.}
Hierin is p de druk en V het volume van het gas.
Deze wet stelt dat bij een constante hoeveelheid gas en een constante temperatuur de druk van een gas omgekeerd evenredig is met het volume.
De wet is vernoemd naar de Ierse filosoof en scheikundige Robert Boyle (1627-1691). Door de uitvinding van de vacuümpomp in 1649 door Otto von Guericke was Boyle in staat te experimenteren met gassen onder verschillende drukken, niet alleen hogere, maar ook lagere drukken dan de atmosferische druk.

### Voorbeeld
Als men van een fietspomp de nippel goed afsluit en de zuiger omlaag duwt, neemt de druk in de pomp toe. Duwt men de zuiger zover omlaag dat de lucht in de pomp tot de helft van zijn oorspronkelijke volume is samengedrukt (en wacht men tot de lucht weer op de omgevingstemperatuur is gekomen), dan is de druk in de pomp tweemaal zo hoog geworden.

## Gaswet bij constante druk
De algemene gaswet bij constante druk is bekend onder de namen de eerste wet van Gay-Lussac en de wet van Charles. De wet beschrijft het gedrag van ideale gassen bij constante druk:
{\displaystyle {\frac {V}{T}}={\textrm {constant}}}
Hierin is V het volume en T de absolute temperatuur van het gas.
Deze wet stelt dat bij een constante hoeveelheid gas en een constante druk het volume van een gas recht evenredig is met de absolute temperatuur ervan.
Deze wet wordt toegeschreven aan zowel Louis Joseph Gay-Lussac als Jacques Charles. Gay-Lussac publiceerde hem in 1802, maar verwees daarbij naar werk van omstreeks 1787 van Charles.

### Voorbeeld
Boven een warm voorwerp (verwarmingsradiator, gloeilamp, brandende kaars) wordt de lucht warm. Doordat deze verwarmde lucht niet in een vast volume is opgesloten, blijft de druk gelijk en kan hij vrij uitzetten. Het volume is groter geworden, zodat de dichtheid (de soortelijke massa) door de uitzetting kleiner is geworden. De warme lucht is daardoor lichter dan de omringende lucht, en zal dus een opwaartse kracht ondervinden volgens de wet van Archimedes. Dit veroorzaakt een opwaartse luchtstroom.

## Gaswet bij constant volume
De algemene gaswet bij constant volume is bekend als de wet van Regnault,, als de wet van Amontons en ten onrechte als de tweede wet van Gay-Lussac. Deze wet beschrijft het gedrag van ideale gassen bij constant volume:
{\displaystyle {\frac {p}{T}}={\textrm {constant}}}
Hierin is p de druk en T de absolute temperatuur van het gas.
Deze wet stelt dat bij een constante hoeveelheid gas en een constant volume de druk van een gas recht evenredig is met de absolute temperatuur ervan.
Deze wet is vernoemd naar de Franse natuurkundige Louis Joseph Gay-Lussac, die deze wet in 1802 voor het eerst publiceerde. Onafhankelijk hiervan is deze wet ook in 1801 ontdekt door de Britse natuurkundige John Dalton, hoewel diens beschrijving minder grondig was dan die van Gay-Lussac. De basisprincipes waren reeds een eeuw eerder beschreven door de Fransman Guillaume Amontons. In sommige landen wordt deze wet daarom ook wel de wet van Amontons genoemd.

### Voorbeeld
Autobanden worden tijdens het rijden warm, o.a. door wrijving met het wegdek, en door vervormingswarmte van het rubber. Als men meteen na een lange rit de bandenspanning (druk) meet, is die verhoogd. Pas wanneer de band tot de omgevingstemperatuur is afgekoeld, heeft de druk ook weer zijn normale waarde. Zou men meteen na de rit de bandenspanning corrigeren door er wat lucht uit te laten lopen, dan zou de band na afkoeling juist een te lage druk hebben.

## Verhouding volume en aantal moleculen
Hoewel in de context van de algemene gaswet niet altijd expliciet genoemd, hoort de wet van Avogadro hier wel bij. Deze zegt dat in een bepaald volume gas bij een bepaalde druk en temperatuur het aantal moleculen voor alle gassen hetzelfde is:
{\displaystyle {\frac {V}{n}}={\text{onafhankelijk van de gassoort}}}
Hierbij is V het volume van het gas en n de hoeveelheid gas in mol (= aantal moleculen gedeeld door de constante van Avogadro).
Parameters als de grootte, de massa of de vorm van de individuele moleculen spelen hierbij, in tegenstelling tot wat men wellicht zou verwachten, geen rol. Anders gezegd: het aantal moleculen in een bepaald volume gas hangt alleen af van de druk en de temperatuur, en niet van de gassoort. De grootheid V/n wordt ook wel het molaire volume genoemd.

## Geldigheidsgebied
Hoewel ideale gassen niet bestaan, geeft de algemene gaswet bij voldoende lage dichtheden (aantal moleculen per volume-eenheid) wel een goed bruikbare benadering. Als men de algemene gaswet bijvoorbeeld toepast op lucht bij atmosferische druk en kamertemperatuur, zal de fout niet meer dan een fractie van een procent bedragen. Merkbaar worden de afwijkingen pas als de dichtheid zo groot is dat de interactie tussen de moleculen (aantrekkingskracht, ruimte-inname door eigen volume) niet meer verwaarloosbaar is. Het gas zal dan bij betrekkelijk geringe afkoeling en/of geringe drukverhoging deels kunnen condenseren, en dus vloeibaar worden. Bij kamertemperatuur is koolstofdioxide (CO2) hier een goed voorbeeld van. Als dergelijke gassen onder zodanige druk in een ruimte zijn opgesloten dat een deel van het gas vloeibaar wordt (denk aan het drijfgas in een spuitbus), zal bij opwarmen van de spuitbus de druk niet langer lineair (zoals verwacht volgens de algemene gaswet) maar veel sneller toenemen, omdat de vloeistof verdampt en de hoeveelheid gas dus toeneemt. De spuitbus kan dan exploderen. Dat is de reden waarom een spuitbus nooit warm mag worden.

## Geschiedenis

### Ontstaan
In 1660 vermeldde de Ierse filosoof en natuurwetenschapper Robert Boyle zijn bevindingen in een brief aan zijn neef Charles Boyle. Op 11 september 1661 berichtte hij de Royal Society over deze wet, die in 1662 werd gepubliceerd. Boyle leidde de wet af uit een serie experimenten met lucht. Daarvoor liet hij Robert Hooke de vacuümpomp van Otto von Guericke nabouwen en verbeteren. Boyle zegt zelf dat de wet {\displaystyle pV={\text{constant}}} door Richard Townley in 1661 was voorgesteld, nadat hij zijn resultaten aan hem had laten zien.

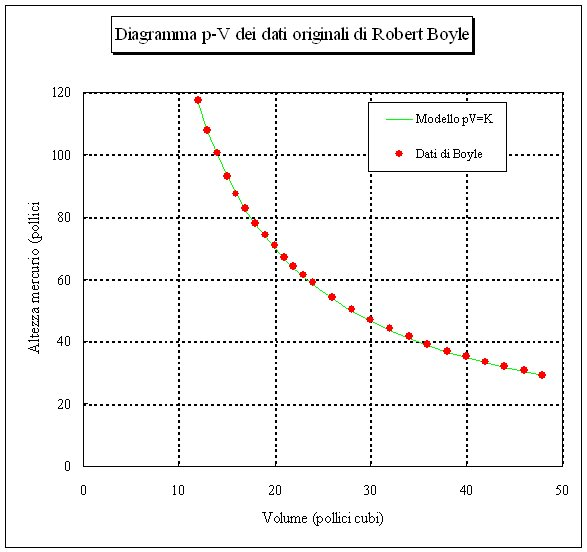
Grafiek met Boyles originele meetgegevens

 De beweegreden van Boyle tot het uitvoeren van deze experimenten moet gezien worden als de drang te begrijpen wat lucht was. Volgens Aristoteles was zij een van de vier elementen, naast water, vuur en aarde, maar Boyle twijfelde aan deze indeling. Een andere reden zou kunnen zijn dat hij lucht wilde begrijpen, omdat hij haar als een essentieel element voor het leven zag. Zo publiceerde Boyle bijvoorbeeld ook onderzoek over de groei van planten zonder lucht, onderzoek dat door de vacuümpomp mogelijk werd. Daarom is de uitvinding van Otto von Guericke zo essentieel. Niet alleen omdat deze tornde aan de leer van Aristoteles, waarin het bestaan van vacuüm als onmogelijk werd beschouwd, maar ook omdat het een handvat bood voor Boyle en latere wetenschappers.
De Franse wetenschapper Edme Mariotte (Dijon ca. 1620 - Parijs 1684) werd vroeger vaak genoemd als onafhankelijk ontdekker van dezelfde wet. Hij verrichtte experimenten samen met Hubin. Daartoe liet hij een speciaal door hem ontworpen proef uitvoeren om de hypothese van Boyle te bewijzen. Hij vulde een buis gedeeltelijk met kwik, sloot die af en dompelde de afgesloten buis ondersteboven onder in een beker met kwik. Vervolgens werd de buis geopend. Hierdoor nam het gasvolume toe, en halveerde de druk die te bepalen was uit het verschil in kwikhoogte in de buis en in de beker.
Mariotte publiceerde dit in 1676, een jaar nadat hij lid was geworden van de Académie des Sciences, en daar Christiaan Huygens ontmoette. Dus vier jaar na Boyles publicatie. Mariottes publicatie kan niet als onafhankelijk worden beschouwd. Hij kende via correspondentie met de Royal Society en via Christiaan Huygens de publicaties van Boyle. Dit wordt ondersteund door het feit dat Mariotte dezelfde terminologie gebruikt als Boyle. Maar Mariotte kan de terminologie ook hebben ontleend aan het boek Pneumatica van Heron van Alexandrië, die al ca. 50 v.Chr. eenzelfde beeldspraak gebruikte.
Vergelijken we de publicatie van Boyle en die van Mariotte, dan kan worden geconcludeerd dat Boyle uit zijn series van experimenten en de discussie met Townley de hypothese poneerde dat de gasdruk omgekeerd evenredig is met het ingesloten gasvolume, en dat Mariotte deze hypothese bewees door een speciale proef hiervoor uit te voeren.
Boyle zag lucht als een ijle materie, waarin de deeltjes in rust op vaste afstand van elkaar lagen met daartussen (onzichtbaar) veertjes. Compressie van lucht werd door hem opgevat als een situatie waarbij de afstand tussen de luchtdeeltjes kleiner werd, doordat de veertjes werden ingedrukt, net zoals Heron van Alexandrië dat zich voorstelde. Deze visie kan geconcludeerd worden uit het feit dat hij spreekt over de luchtveer (air spring). Boyle dacht dus niet aan een kinetisch model, waarin deeltjes, zonder aantrekkingskracht tegen elkaar botsten, maar hanteerde een mechanisch statisch model. Opvallend is dat Robert Hooke, die voor Boyle de gasexperimenten deed, later voor vaste elastische stoffen de elasticiteitswet ({\displaystyle F=k\cdot \Delta x}) afleidt, met waarschijnlijk ook de gedachte dat tussen de materiedeeltjes veertjes zitten.
Isaac Newton schrijft in zijn Principia dat tussen luchtdeeltjes onzichtbare veertjes zitten. Hij noemde deze veertjes pulcoms en deze oefenden een afstotende kracht uit die omgekeerd evenredig zou zijn met de afstand tussen de deeltjes, teneinde een constant product van volume en druk te realiseren. Maar deze wiskundige hypothese zou pas in 1845 door Joule worden ontkracht met een experiment waarin hij een gas van het ene vat in een ander vat, dat vacuüm was, liet stromen. Omdat bij dit experiment de temperatuur constant bleef, moest de conclusie zijn dat er geen arbeid werd verricht en dat er dus geen afstotende krachten in het spel konden zijn. Anders had bij dit adiabatische proces het gas moeten afkoelen door het langer worden van de veertjes. De statische theorie van Newton werd hiermee voorgoed vaarwel gezegd.
Tot die tijd bleef men geloven in een onzichtbare materie tussen de microdeeltjes. Na de uitvinding van de thermometer (ca. 1704) werd het mogelijk om de relaties tussen druk, volume en temperatuur kwantitatief te onderzoeken, wat leidde tot de wetten van Gay-Lussac (1802). De eerste wet van Gay-Lussac (V/T = constant) is een bevestiging van de bevindingen van Charles (1787), en de tweede wet van Gay-Lussac (p/T = constant) is een bevestiging van de experimenten van Amontons (1699).
In 1811 ontdekte Avogadro de naar hem vernoemde wet over de dichtheid van gassen.
Tegen 1820 bestond consensus dat de druk, het volume en de temperatuur van een gasvormig fluïdum aan een relatie zoals de algemene gaswet voldoen, waarbij de absolute temperatuur meestal verschijnt als de gemeten temperatuur vermeerderd met een constante zonder dat over het absolute nulpunt wordt gerept. Het boek van Sadi Carnot uit 1824 maakt in alle berekeningen gebruik van deze relatie.
In 1834 werd door Clapeyron op basis van de wetten van Boyle, Gay-Lussac en Avogadro de algemene gaswet geformuleerd.

### Verdere ontwikkeling
In 1873 formuleerde J.D. van der Waals een toestandsvergelijking voor vloeistoffen en gassen. Hij corrigeerde daartoe het volume voor het eigen volume van de moleculen met een zgn. covolume (waardoor deze in feite minder ruimte ter beschikking hadden), terwijl hij de druk corrigeerde voor de onderlinge aantrekkingskracht van de moleculen (waardoor de druk op de wand iets lager werd). Dit leidde tot de bekende toestandsvergelijking van Van der Waals, of kortweg de Van der Waalsvergelijking. Hiermee gaf hij de eerste aanzet voor de wiskundige beschrijving van het niet-ideale gedrag van gassen bij hogere druk en rond het kritische punt. Hierbij kan worden opgemerkt dat de derdegraadsvergelijking in het volume is opgesteld na kennisname van de meetresultaten aan koolzuur van Andrews (1869) en de grafische interpretatie van James Thomson in 1871. In 1910 ontving Van der Waals de Nobelprijs voor natuurkunde voor zijn werk aan deze toestandsvergelijking.
Aan het eind van de 19e eeuw werd de algemene gaswet ook afgeleid uit de kinetische gastheorie, waarvan James Clerk Maxwell en Ludwig Boltzmann de grondleggers waren. De kinetische gastheorie beschrijft hoe de druk van een ideaal gas wordt bepaald door de botsingen onderling en met de wand. Per definitie bezit een ideaal gas geen aantrekkende of afstotende krachten tussen moleculen. Uit de Van der Waalsvergelijking werd ook duidelijk dat de afwijkingen ten opzichte van een ideaal gas niet zozeer vanaf een bepaalde temperatuur en/of druk merkbaar worden, maar vanaf een bepaalde verhouding tussen temperatuur en kritische temperatuur, resp. tussen druk en kritische druk. Daardoor kunnen bepaalde gassen, zoals stikstof en zuurstof, bij kamertemperatuur nog steeds als ideaal worden beschouwd, terwijl andere gassen, zoals koolstofdioxide of ammoniak, dan allang niet meer ideaal zijn. Daardoor kon Boyle bij normale temperatuur met droge lucht uit de gevonden resultaten zijn wet ontdekken. Met CO2, waarvan het kritische punt bij ca. 30 °C ligt, zou deze wetmatigheid niet direct zijn gevonden. De wisselwerking tussen moleculen, die merkbaar is tot een onderlinge afstand van ongeveer drie keer de diameter van moleculen, is wel essentieel om de eigenschappen van verdichte (reële) gassen en evenwichten met de vloeistof te beschrijven, zoals condensatiewarmte, verzadigdedampdruk en kritische temperatuur.
Het werk van vooral Van der Waals leidde vervolgens tot inzichten in hoe de laatste nog niet vloeibaar gemaakte gassen (zoals stikstof, zuurstof, waterstof, helium, e.a.) vloeibaar gemaakt konden worden.